# Людевит Посавский
Людевит (убит в 823) — князь паннонских хорватов (ок. 810—823).
Главный источник информации о Людевите — Анналы королевства франков.
Людевит, возможно, сын своего предшественника Войномира, возглавил борьбу хорватов против франков. В 819 году он разбил войска франков и при поддержке словенцев одержал победу над войсками союзника франков — жупана далматинских хорватов Борны. Походы против Людевита, предпринятые франками в 820 и 821 годах, не имели успеха. Однако в 822 году, когда в Паннонскую Хорватию было направлено новое многочисленное войско франков, Людевит был вынужден отступить в Далмацию, где в следующем году был убит одним из родственников Борны.
Преемником убитого князя в Паннонской Хорватии стал Владин, сын одного из предшественников Людевита — Силимира.